# Liste du patrimoine culturel immatériel de l'humanité en République centrafricaine
Cet article recense les pratiques inscrites au patrimoine culturel immatériel en République centrafricaine.

## Statistiques
La République centrafricaine ratifie la convention pour la sauvegarde du patrimoine culturel immatériel le 7 décembre 2004. La première pratique protégée est inscrite en 2008.
En 2016, la République centrafricaine compte 1 élément inscrit au patrimoine culturel immatériel, sur la liste représentative.

## Listes

### Liste représentative
L'élément suivant est inscrit sur la liste représentative du patrimoine culturel immatériel de l'humanité.
| Élément                                                  | Type                             | Subdivision | Année | Lien  | Notes | Illus. |
| -------------------------------------------------------- | -------------------------------- | ----------- | ----- | ----- | ----- | ------ |
| Les chants polyphoniques des pygmées Aka de Centrafrique | traditions et expressions orales |             | 2008  | 00082 |       |        |

### Patrimoine immatériel nécessitant une sauvegarde urgente
La République centrafricaine ne compte aucun élément sur la liste du patrimoine immatériel nécessitant une sauvegarde urgente.

### Registre des meilleures pratiques de sauvegarde
La République centrafricaine ne compte aucune pratique listée au registre des meilleures pratiques de sauvegarde.